# Le Messager des ténèbres
Pour les articles homonymes, voir The Collector.
Le Messager des ténèbres (The Collector) est une série télévisée fantastique canadienne en quarante épisodes de 44 minutes, créée par Jon Cooksey et Ali Marie Matheson et diffusée entre le 2 juin 2004 et le 4 avril 2006 sur Space, et rediffusée en clair à partir du 19 septembre 2004 sur le réseau Citytv.
Au Québec, la série est diffusée à partir du 24 août 2005 sur Ztélé et en France, à partir du 9 septembre 2005 sur Jimmy puis rediffusée sur NRJ 12, NRJ Paris et Ma Chaîne Étudiante.

## Synopsis
Au XIVe siècle, un moine cloîtré à Nuremberg du nom de Morgan Pym tombe amoureux d'une femme, nommée Katrina, vivant près du monastère et part avec elle. Celle-ci s'avérant être atteinte de la peste, Morgan vend son âme au Diable pour qu'elle vive dix ans de plus. L'échéance passée, Katrina meurt et Satan propose à Morgan, en colère contre Dieu, de collecter des âmes pour lui afin d'éviter les flammes de l'Enfer. Celui-ci accepte et devient immortel.
Ainsi, au XXIe siècle, Morgan, travaillant toujours pour le Diable décide de lui proposer un marché : il souhaite pouvoir obtenir la rédemption de ses clients dans les quarante-huit heures qui lui sont accordées.
Le Malin accepte pour le plaisir. Au même moment, Morgan rencontre une droguée du nom de Maya qui lui fait penser à sa Katrina. Il décide d'en prendre soin tout en lui cachant sa vraie identité pour ne pas l'envoyer directement en Enfer.
Morgan tente donc d'aider les gens qui ont vendu leur âme à se racheter. Tentative qu'il rate souvent. De plus, un mystérieux garçon autiste nommé Gabriel, qui reçoit souvent la visite de Lucifer, semble étrangement connecté avec Morgan qui l'ignore. Gabriel est le fils de Jeri, une journaliste qui enquête sur Morgan. Lorsque Jeri s'absente, c'est sa sœur Taylor qui le surveille.

## Distribution
- Chris Kramer (VFB : Franck Daquin) : Morgan Pym
- Carly Pope : Maya Kandinski (saison 1)
- Ellen Dubin : Jeri Slate
- Sonya Salomaa (VFB : Nathalie Hugo) : Maya (à partir de la saison 2)
- Aidan Drummond : Gabriel Slate
- Christine Chatelain (VFB : Jennifer Baré) : Taylor Slate

## Épisodes

### Première saison (2004)
1. Le Rappeur (The Rapper)
2. Le Procureur (The Prosecutor)
3. Le Top model (The Supermodel)
4. La Patineuse sur glace (The Ice Skater)
5. Le Photographe (The Photographer)
6. Le Statisticien (The Actuary)
7. La Roboticienne (The Roboticist)
8. Le Médium (The Medium)
9. Le Vieil Homme (The Old Man)
10. L'Auteur de livres pour enfants (The Children's Book Writer)
11. Le Yogi (The Yogi)
12. Le Miniaturiste (The Miniaturist)
13. L'Autre Collecteur (Another Collector)

### Hors saison
1. Le Moine (1348 AD) (cet épisode est aussi considéré comme le 14e épisode de la saison 1)

Il s'agit d'un retour en arrière dans le temps et qui raconte les origines du Collecteur

### Deuxième saison (2005)
1. Le Cow-boy (The Cowboy)
2. L'Ufologiste (The UFOlogist)
3. La Rêveuse (The Dreamer)
4. La Pharmacienne (The Pharmacist)
5. Le Tatoueur (The Tattoo Artist)
6. L'Humoriste (The Comic)
7. La Campagne électorale (The Campaign Manager)
8. La Mère (The Mother)
9. Le Guide touristique (The Tour Guide)
10. Le Super-héros (The Superhero)
11. Jack l'éventreur (The Ripper)
12. L'Historienne (The Historian)
13. Réminiscence du passé (Beginnings)

### Troisième saison (2006)
1. Le Jockey (The Jockey)
2. Le Chef (The Chef)
3. L'Autre Réalité (The Customer Service Rep)
4. La Vampire (The Vampire)
5. Déséquilibre (The VJ)
6. Le Fermier (The Farmer)
7. La Junkie (The Junkie)
8. L'Horloger (The Watchmaker)
9. L'Échange (The Person with AIDS)
10. La Cavalière (The Media Baron)
11. L'Espionne (The Spy)
12. L'Alchimiste (The Alchemist)
13. L'Exorciste (The Exorcist)